# Новая вещественность

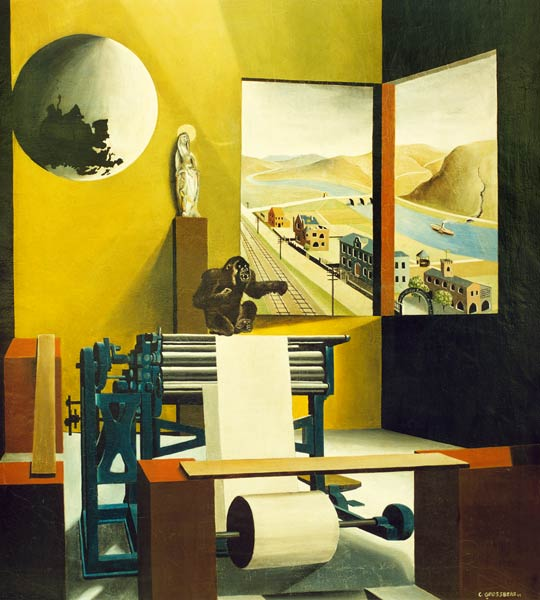
Карл Гроссберг. Печатный цех (1925)

Новая вещественность, новая предметность, новая вещность («новая деловитость», нем. Neue Sachlichkeit) — художественное течение в Германии второй половины 1920-х годов (т. н. «золотые двадцатые»), охватившее живопись, литературу, архитектуру, фотографию, кино, музыку. Противостояло позднему романтизму и экспрессионизму. Исчерпало себя в 1933 году с приходом нацистов к власти и установлением единой государственной политики в сфере искусства.

## Определение
По определению В. С. Турчина, движение за новое искусство не представляло собой единого художественного направления или стиля. «Вещественники» — люди «потерянного поколения»: героев произведений Э. М. Ремарка, С. Цвейга, Б. Брехта, утерявших духовные ориентиры в период между двумя мировыми войнами. Подобное мироощущение отражало искания художников из разных областей Германии, стремившихся противодействовать наступлению формализма и абстрактного искусства (отсюда название). Среди них были «бытописатели», неоклассицисты, «бидермайеровцы», сатирики, скептики, циники, порнографы и карикатуристы. Художники стремились воспринимать вещи такими, каковы они на самом деле, без идеализации и романтики. Не принимая абстрактивизм, «вещественники» отвергали и натурализм, они стремились к обновлению художественного языка. Отсюда приставка «новая».

## Термин
Название новая вещественность ввёл в обиход в 1925 году директор Мангеймского художественного музея Густав Фридрих Хартлауб, пытаясь определить отход молодых художников от авангарда и переосмысление ими реалистических традиций. Хартлауб характеризовал этот реализм так:
Он был связан с повальными настроениями цинизма и покорности судьбе, которые охватили немцев после того, как обратились в прах их радужные надежды на будущее (что нашло себе отдушину в экспрессионизме). Цинизм и покорность судьбе составляли отрицательную сторону „новой вещественности“. Положительная сторона заключалась в том, что к непосредственной действительности относились с повышенным интересом, поскольку у художников возникло сильное желание воспринимать реальные вещи такими, какие они есть, без всяких идеализирующих или романтических фильтров.

## Живопись
Заимствуя экспрессионистские приемы живописцев группы «Мост», «вещественники» намеревались противопоставить удручающему однообразию и банальности академического искусства, а также безысходности мещанского существования, выразительность нового художественного языка — «экспрессионистского реализма». Они использовали жесткие контуры, резкие, преимущественно холодные цвета, приёмы огрубления формы. За резкую манеру и «неэстетичность» их обвиняли в нигилизме. Но, скорее, это был изобразительный нонконформизм. Иногда такое искусство называют необъективизмом, а их представителей «художниками реальности». Известны и другие названия, обозначающие близкие, но не тождественные явления (неореализм; новая предметная живопись; новый реализм).
В области живописи течение подразделялось на два крыла. Художники правого крыла (Мюнхен, Карлсруэ) пытались реанимировать довоенный неоклассицизм в опоре на творчество де Кирико и Валлотона; иногда для обозначения их экспериментов употребляют термин «магический реализм». К правому крылу иногда причисляют (что весьма спорно) художников «Синего всадника» (Василия Кандинского, Генриха Кампендонка, Алексея Явленского). Иногда, что также спорно, к «вещественникам» относят абстрактивистов В. Баумайстера, К. Швиттерса.
Художники левого, критического и сатирического крыла (Георг Гросс, Отто Дикс, Макс Бекман), работавшие преимущественно в Берлине и Дрездене, прибегали к социальной критике и карикатуре. В 1930-х годах именно левое направление было заклеймено нацистской пропагандой как культурбольшевизм и дегенеративное искусство, подлежало символическому поруганию и уничтожению.
В живописи и графике к новой вещественности принадлежали, кроме уже перечисленных, Жанна Маммен, Кристиан Шад, Даврингхаузен, Рудольф Дешингер, Карл Барт, Конрад Феликсмюллер, в литературе — Ханс Фаллада, Макс Геррманн-Найссе и Альфред Дёблин, в музыке — Пауль Хиндемит, Курт Вайль, в фотографии — Август Зандер, Карл Блосфельдт, Альберт Ренгер-Патч. Последний, альбом которого носил характерное название Жизнь прекрасна (1926), в обоснование своего подхода писал:
Оставим искусство художникам и попытаемся с помощью фотографических средств создавать изображения, которые могли бы защитить своё достоинство чисто фотографическими качествами, не одолжаясь у искусства.
Искусство новой вещественности с его специфическим неореализмом художественного языка представляет собой в первую очередь социальный феномен с ярко выраженной критической ориентацией. Заострение социальной проблематики особенно заметно в женской теме, которая сама по себе воспринималась эпохой как необычайно болезненная и актуальная.
Из русских художников с течением новая вещественность сближают творчество эмигранта первой волны Николая Загрекова, работавшего в то время в Германии, в Эстонии представителем движения стала Наталия Мей.

## Архитектура
В архитектуре новая вещественность в Германии (и отчасти в Голландии) получила название Нового строительства (Neues Bauen). Основными представителями этого направления считаются Эрих Мендельзон и Бруно Таут.

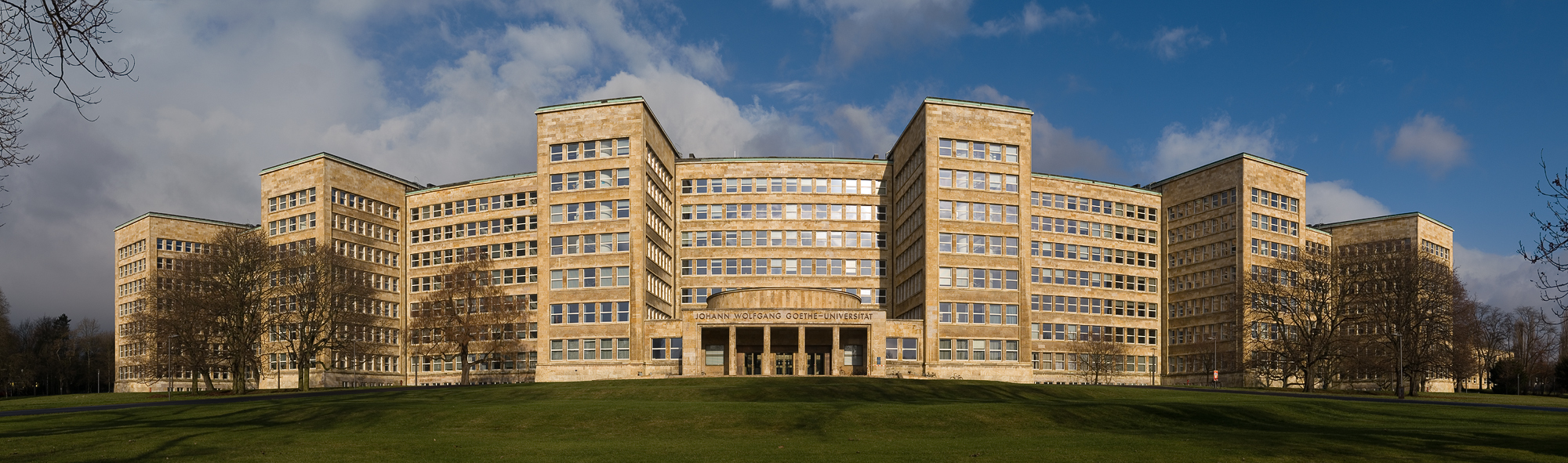
Рационалистическая архитектура адептов новой предметности развивала традиции Баухауса

## Кинематограф
Георг Вильгельм Пабст и другие режиссёры «золотых двадцатых» отвергали избыточную субъективность киноэкспрессионизма. В своих фильмах «Безрадостный переулок» (1925) и «Ящик Пандоры» (1929) Пабст на реалистическом фоне подчёркнуто беспристрастно поднимал острейшие социальные проблемы: проституция, алкоголизм, аборты, однополые связи, трудовые споры. В крупнобюджетной постановке «Метрополис» (1927) Фриц Ланг создал органичный синтез экспрессионизма и новой вещественности. В русле этого направления начинал свой путь в театральной режиссуре Бертольд Брехт.

## Критика
Искусство «новой вещественности» обратило на себя внимание критиков и историков искусства. Немецкий фотограф Альберт Ренгер-Патч (1897—1966) опубликовал в 1928 году книгу, включающую более сотни довольно «жестких» фотографий «без прикрас», под вызывающим названием «Мир прекрасен». В 1925 году немецкий историк искусства, критик и фотограф Франц Ро опубликовал монографию «После экспрессионизма: магический реализм: Проблемы новейшей европейской живописи» («Nach Expressionismus: Magischer Realismus: Probleme der neuesten europäischen Malerei»), в которой приветствовал «возвращение фигуративности», в том числе в искусстве «новой вещественности».
После устроенной нацистами печально знаменитой выставки 1937 года «Дегенеративное искусство» (Entartetekunst), или «Помои в искусстве», многие произведения были сожжены. Накануне, 18 июля в мюнхенском «Доме немецкого искусства» Адольф Гитлер открыл «Большую германскую художественную выставку» образцовых произведений искусства. Франца Ро как пропагандиста «дегенеративного искусства» лишили возможности преподавать и публиковать свои работы, некоторое время он провел в заключении. Позднее написал книгу «Непризнанный художник: история и теория культурного непонимания» («Der Verkannte Künstler: Geschichte und Theorie des kulturellen Missverstehens»; 1948).